# Hadxaifong

Hadxaifong (tiếng Lào: ຫາດຊາຍຟອງ) là một trong năm quận (muang) tạo nên Thủ đô Viêng Chăn. Hadxaifong tiếp giáp với các quận Chanthabuly, Xaysetha, và các huyện Xaythany và Mayparkngum ở phía Bắc. Về phía Nam, nó trông ra sông Mekong.
Ở Hadxaifong có nhà ga xe lửa Thanaleng thuộc tuyến đường sắt Thái-Lào.